# چاپارخانه سریزد
چاپارخانه سریزد مربوط به دوره زند است و در شهرستان مهریز، بخش مرکزی، دهستان خورمیز، روستای سر یزد، محله بالای سریزد، جنب مسجد جامع سر یزد واقع شده و این اثر در تاریخ ۱۴ اسفند ۱۳۸۵ با شمارهٔ ثبت ۱۷۸۹۹ به‌عنوان یکی از آثار ملی ایران به ثبت رسیده است.